# متين إيرول
متين إيرول (بالتركية: Metin Erol)‏ (24 يناير 1987 بإزميد في تركيا - ) هو لاعب كرة قدم تركي في مركز حراسة المرمى. لعب مع فتحية سبور وGölcükspor ‏ وTKİ Tavşanlı Linyitspor ‏ وكوجالي سبور وKörfez SK ‏.

## وصلات خارجية
- متين إيرول على موقع اتحاد تركيا (لاعب) (الإنجليزية)
- متين إيرول على موقع قاعدة بيانات كرة القدم.إي يو (الإنجليزية)
- متين إيرول على موقع Soccerway.com (الإنجليزية)
- متين إيرول على موقع عالم كرة القدم.نت (الإنجليزية)